# Krucyfiks Mikołaja Wickla
Krucyfiks Mikołaja Wickla – gotycka rzeźba Wita Stwosza wykonana dla kościoła Najświętszej Panny Marii w Norymberdze. Obecnie znajduje się w norymberskim kościele Św. Sebalda, w którym znajdujemy kilka innych dzieł Stwosza. 

## Dzieje
Jest to rzeźba z norymberskiego okresu twórczości Wita Stwosza. Najważniejszym źródłem pisanym jest dokument informujący o tym, iż zleceniodawcami byli rajcowie Norymbergi Mikołaj Wickl i Augustyn Tichtl, a zlecenie miało być powierzone Stwoszowi w roku 1520. Do roku 1663 krucyfiks znajdował się w kościele NMP, po czym został przeniesiony do kościoła Św. Sebalda, połączony w jedną Grupę Ukrzyżowania z wcześniejszymi o kilkanaście lat, wykonanymi także przez Stwosza, figurami Marii i Św. Jana Ewangelisty. Zespół ten znajduje się na belce tęczowej. Wiemy także o tym, że figura była wielokrotnie polichromowana w XVII-XIX w. Konserwacja w roku 1933 spowodowała usunięcie wszystkich warstw polichromii.

## Opis i analiza

### Krucyfiks
Jest to kolejna rzeźba tego typu wykonana przez artystę, w której zachował wiele cech charakterystycznych dla poprzednich dzieł. Charakterystyczny dla Stwosza typ Chrystusa wyprężonego został tutaj jeszcze bardziej rozwinięty – Stwosz bardziej zaakcentował zwis ciała Zbawiciela, dodając mu mniejszy ładunek doloryzmu i dramatyzmu. Podobnie jak w poprzednich krucyfiksach, Jezus przeżywa moment agonii, ma wpółotwarte usta, zwraca się do widza, schylając głęboko głowę. Ciało jest kolejnym dobrym studium anatomicznym, lekko naruszonym przez dramatyzm agonii, zdradzającym znajomość sztuki renesansowej, głównie dzieła Albrechta Dürera, który jest podobne jak Stwosz związany z Norymbergą. W przeciwieństwie do krucyfiksu z kościoła Mariackiego w Krakowie nie ma silnej dynamiki kompozycji, nie czuć podmuchu wiatru – perizonium ściśle oplata biodra Jezusa. Dostrzegamy tutaj więcej spokojnej refleksji oraz wewnętrznej harmonii, jakie powszechnie towarzyszą późnemu wiekowi, a artysta przeżywał właśnie swoją starość. Widać to na twarzy Chrystusa, oprócz wyrazu mocnego zmęczenia umieraniem dostrzegamy tutaj pewną szlachetność i powagę – jakby Chrystus był już starym mędrcem i niepodważalnym autorytetem dla następnych generacji. 

### Figury Marii i Św. Jana
Na belce tęczowej pod krucyfiksem Wickla znajdują się dwie naturalnej wielkości figury Marii i św. Jana Ewangelisty. Są to figury wcześniejsze niż krucyfiks, bowiem pierwsza wzmianka mówi, iż 30 maja 1506 Rada Miejska Norymbergi dała pozwolenie na wycięcie w lesie miejskim lipy na "dwie figury pod krzyż w kościele Marii Panny, które Stwosz miał wyrzeźbić. Drugim ważnym źródłem dla datowania figur jest udokumentowanie procesu Stwosza z mieszczanami, którzy byli zobligowani zapłacić za "dwie figury: Marii i św. Jana". Dokument ten pochodzi z 1508 r.
Maria i św. Jan zwracają się do siebie, stoją lekko ukosem do filarów, o które się lekko opierają. Jest to rzadki przykład takiej kompozycji. Rzeźby są pokryte polichromią, ostatecznie odnowioną po konserwacji w 1933. Stroje postaci utrzymane są w tonacjach intensywnego, ciemnego błękitu, koloru złotego oraz stonowanej czerwieni. Rzeźbiąc figury, Stwosz był wierny górnoreńskiej tradycji rzeźby, przy czym tę myśl połączył z doświadczeniami, jakie nabył w Krakowie. Zgoła inaczej podszedł do tworzenia układu szat, np. w figurze Marii, dostrzegamy silny kontrast między ściśle przylegającą do ciała suknią a płaszczem o niezwykle rozwichrzonych, dynamicznie układających się fałdach. Formułę tę powtórzył rzeźbiąc św. Jana, który w mocno wysuniętej do przodu prawej ręce trzyma płaszcz, a w lewej księgę. Takie ukształtowanie materii rzeźbiarskiej szat harmonizuje z dramatycznym gestem, podkreślając charakterystyczny w wielu dziełach Stwosza stan napięcia, w czasie konania Zbawiciela. Maria wyraźnie unosi ręce do góry, jest to rzadki w rzeźbie późnogotyckiej sposób wyobrażenia pozwolenia na ofiarę, ale również wyrażenia najgłębszego bólu Matki Chrystusa, których genezy można szukać we wczesnogotyckim malarstwie włoskim.
Jak wiadomo, figury te nie należą do wspomnianej tu rzeźby Ukrzyżowanego, chociaż pierwotnie jak późniejszy krucyfiks Wickla, znajdowały się w kościele NMP. Nie jest wiadome o figurach asystencyjnych dla wspomnianego krucyfiksu, a także o rzekomym krucyfiksie, który został wymieniony w pozwoleniu na wycięcie lipy dla rzeźb Marii i Św Jana.

### Datowanie
Przedmiotem do datowania na lata 1506–1508 figur Marii i św. Jana są wspomniane dwa dokumenty: pierwszy z 30 maja 1506, dotyczący pozwolenia wycięcia lipy, drugi z kwietnia 1508 dotyczący procesu Stwosza ze zleceniodawcami o zapłatę za figury.
Natomiast krucyfiks jest późniejszy, o czym mówi ukryty w korpusie figury Chrystusa kontrakt Mikołaja Wickla i Augustyna Tichtla, tak więc powstanie dzieła datuje się krótko po roku 1520.

## Wybrana bibliografia
- Thomas Bachmann; Markus Hörsch; Rainer Elpel: Sebalduskirche Nürnberg. Nürnberg 2004.
- Zdzisław Kępiński: Wit Stwosz. Warszawa 1981.
- Piotr Skubiszewski: Wit Stwosz. Warszawa 1985.